# Estação La Muette
La Muette é uma estação da linha 9 do Metrô de Paris, localizada no 16.º arrondissement de Paris.

## História

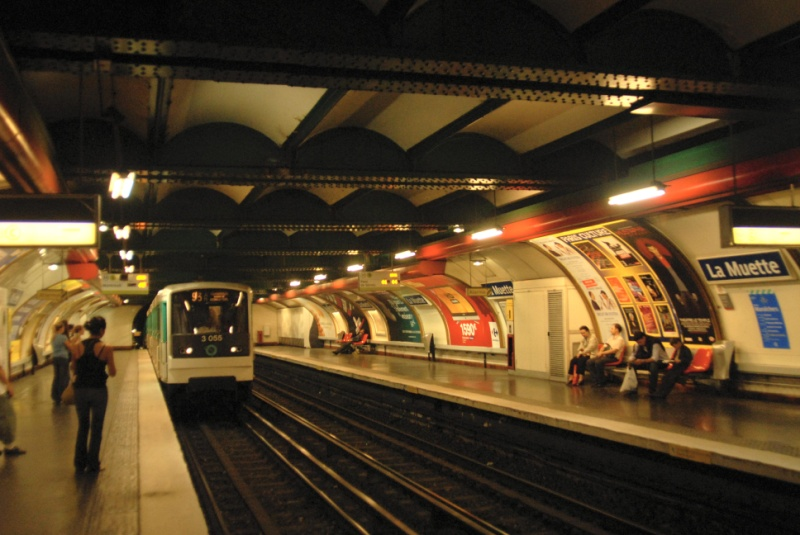
Um trem MF 67 chega na estação antes de sua renovação.

A estação foi aberta em 8 de novembro de 1922.
Seu nome vem do Castelo de la Muette, que deu seu nome ao bairro, nome próprio provavelmente da matilha que servia para a caça no Bois de Boulogne. O nome também poderia vir de um pavilhão de caça de Carlos IX, situado perto de Passy, onde as mudas (chifres de cervo caídos no outono) eram guardadas.
Dos anos 1950 a 2009, os pés-direitos eram revestidas de cambagem metálica com montantes horizontais vermelhos (para os de cima) e cinza (para os de baixo) e quadros publicitários dourados iluminados; as vigas metálicas sustentando o teto da estação foram pintadas de verde. Essas modificações foram amplamente usadas nas estações de metrô de Paris como uma maneira barata de renovar rapidamente. Antes da remoção desta cambagem em 2009 (que se revelou durante o trabalho de antigos cartazes da década de 1950) para a renovação da estação no âmbito do programa "Renouveau du métro" da RATP, foi completada pelos assentos "coque" característicos do estilo "Motte", de cor vermelha.
Até 6 de dezembro de 1985, uma correspondência era possível por via pública com a linha de Auteuil na estação de Passy-la-Muette.
Em 2011, 4 112 862 passageiros entraram nesta estação. Ela viu entrar 4 206 204 passageiros em 2013, o que a coloca na 114ª posição das estações de metrô por sua frequência.

## Serviços aos passageiros

### Acessos
A estação tem dois acessos levando de cada lado da avenue Mozart, ao nível do cruzamento com a chaussée de la Muette. Esta situada face ao nº 5 da avenida é unicamente equipada com uma escada rolante funcionando no sentido de saída. A bilheteria se situa no mezanino, acima das vias, na estação, uma situação rara, encontrada apenas nas duas estações precedentes na direção para Mairie de Montreuil (Ranelagh e Jasmin). Assim, as plataformas são visíveis a partir da sala e do balcão de informações.

### Plataformas
La Muette é uma estação de configuração padrão: ela possui duas plataformas laterais separadas pelas vias do metrô. Estabelecida abaixo do solo, o teto é constituído por um tabuleiro metálico, cujas vigas, de cor prateada, são sustentadas por pés-direitos verticais. As telhas em cerâmicas brancas biseladas recobrem os pés-direitos, o tímpano e os entourages de escadas em funil dando acesso ao RER. Os quadros publicitários metálicos são inclinados e o nome da estação é inscrito em fonte Parisine em placas esmaltadas. Os assentos são do estilo "Akiko" de cor verde.

### Intermodalidade
A estação está em correspondência com a estação de Boulainvilliers da linha C do RER, acessível graças a um corredor subterrâneo.
Além disso, ela é servida pelas linhas 22, 32 e 52 da rede de ônibus RATP e, à noite, pela linha N53 da rede de ônibus Noctilien.